# Key (一青窈のアルバム)
『Key』（キー）は、日本の歌手一青窈の4枚目のアルバム。2008年3月5日発売。

## 概要
オリジナル・アルバムとしては『&』から、約2年3ヶ月ぶりとなる。
本作は一青曰く「コンセプト・アルバム」としての位置付けとなるアルバムであるそうであり、作曲家の武部聡志もよく「コンセプト・アルバムが作りたいよね。」と言っていたのだと言う。しかし、アルバムの制作過程で楽曲をシングルとして切っていってしまうとどうしてもそのシングルに合わせたアルバムにせざるを得ない形となってしまう事があったため、その辺りにしっかりと折り合いを付けつつ、前作から2年の期間が空いた事も相まって「本当にコンセプト・アルバムを作っていこう」と決まり、制作されたのが本アルバムだったのだと言い、一本筋の通った世界観を持ったアルバムとしては一番の出来になったと言う。
本作のコンセプトとしては、この世界の中に住む人々は実は割りと身近な所で魔法のような事をやっているのではないか？と思い、どの状況でも自分の持つ原風景に近い場所やものを見た時に昔の思い出に引き戻される時があったり、知らないものと遭遇した時に新たな道を切り開いていったりと言ったような行動を音と言葉にして形にしていく事でリアルファンタジーのような世界観を描いていくと言う意味合いが込められているとの事。

## 収録曲

### CD
（全作詞：一青窈）
1. Key
作曲・編曲：武部聡志
2. 空中ブランコ
作曲：秦基博／編曲：皆川真人
11thシングル『受け入れて』のカップリング
3. 宙ぶらりん
作曲：マシコタツロウ／編曲：武部聡志／ホーン・アレンジ：村田陽一
リコー「2008リコーMLB開幕戦」告知CMソング
4. つないで手
作曲：川江美奈子／編曲：武部聡志
9thシングル
全薬工業「新リコリス・ゼンヤク」2007年CMソング
ビターズ・エンド配給映画「きみの友だち」主題歌
5. 幻月
作曲・編曲：武部聡志
6. シャンデリア
作曲・編曲：Akeboshi
7. moonlight
作曲：高野寛／編曲：鈴木正人
8. ひとりでに
作曲：川江美奈子／編曲：武部聡志
10thシングル『「ただいま」』のカップリング
9. doorway
作曲・編曲：武部聡志
10. ドミノ
作曲：マシコタツロウ／編曲：鈴木正人
9thシングル『つないで手』のカップリング
全薬工業「新ジキニン顆粒」2007年CMソング
11. 受け入れて
作曲：川江美奈子／編曲：武部聡志
11thシングル
虫プロダクション配給アニメ映画「パッテンライ!! 〜南の島の水ものがたり〜」主題歌
12. 茶番劇
作曲：横山剣／編曲：武部聡志、横山剣
13. 栞
作曲・編曲：武部聡志
東京テアトル配給映画「山桜」主題歌
14. 「ただいま」inside ver.
作曲：川江美奈子／編曲：武部聡志
10thシングル
TBS系ドラマ「愛のうた!」主題歌

### DVD
1. もらい泣き（Live）
2. 大家（Live）
3. 金魚すくい（Live）
4. 江戸ポルカ（Live）
5. ハナミズキ（Live）
6. 影踏み（Live）
7. かざぐるま（Live）
8. 指切り（Live）
9. つないで手（PV）
10. 「ただいま」（PV）
11. 受け入れて（PV）

## 演奏
- 一青窈
  - Vocal
  - Chorus (#2.3.7.10.11.12)
- 小倉博和
  - Acoustic Guitar (#1-5.9)
  - Electric Guitar (#2.4)
- 武部聡志
  - Piano (#1.5.8.9.12.14)
  - Keyboards (#3.4.11.13)
  - Organ (#8.12)
- 國分建臣：Drums (#2.6)
- 前田啓介 (レミオロメン)：Electric Bass (#2)
- 皆川真人：Keyboards & Programming (#2)
- 四家卯大ストリングス：Strings (#2.4.11)
- 坂田学：Drums (#3.7.10)
- 種子田健：Electric Bass (#3.4.13)
- 山中雅文：Synthesizer Operator (#3.4.11.13)
- 西村浩二：Trumpet (#3)
- 村田陽一：Trombone (#3)
- 山本拓夫：Alto Sax (#3)
- 河村智康：Drums (#4.12.13)
- 濱野泰政：Wood Bass (#4)
- 永田健志：Acoustic Guitar, Electric Guitar (#6)
- Akeboshi：Piano & Programming (#6)
- 樋口泰世：Cello (#6)
- マーティン・ジョンソン：Violin (#6)
- 津久場郷史：Tin Whistle (#6)
- 良原リエ：Accordion (#6)
- 鈴木正人
  - Electric Bass (#7.10)
  - Organ, Wurlitzer (#10)
- 高野寛：Acoustic Guitar, Electric Guitar (#7)
- 中島ノブユキ：Rhodes (#7)
- 島祐介：Flugelhorn (#7)
- 権藤和彦：Euphonium (#7)
- 福原将宜：Acoustic Guitar, Electric Guitar (#10.13)
- 高田漣：Pedal Steel (#10)
- マシコタツロウ：Chorus (#10)
- 屋敷豪太：Drums (#11)
- 美久月千晴：Electric Bass (#11)
- 鳥山雄司：Electric Guitar (#11.12)
- 山内薫：Electric Bass (#12)
- Tam & Toshi：茶番劇 (#12)
- 弦一徹ストリングス：Strings (#13.14)